# Chi Măng tây
Chi Măng tây (danh pháp khoa học: Asparagus) là một chi thực vật thuộc Họ Măng tây (Asparagaceae), và phân họ cùng tên (Asparagoideae). Chi này bao gồm 300 loài, phần lớn trong đó là các cây thường xanh lâu năm, mọc từ tầng thảm tươi như các loài dây leo hay cây bụi. Trong chi này, loài Asparagus officinalis hay còn gọi là măng tây là loài thông dụng nhất, là một món ăn phổ biến trong ẩm thực nhiều nước. Những loài cây khác trong chi này được trồng làm cảnh.

## Sinh thái
Chi Măng tây bao hàm một số dạng sống, từ các loài cây thân mọc thẳng sống ở rừng mưa, bán hoang mạc cho đến những loại dây leo. Sự khác biệt giữa các loài này đến từ các quần xã và hệ sinh thái mà chúng sinh sống trong đó, và quá trình sinh thái và tiến hóa nhằm giúp chúng sinh trưởng, phát triển, thay đổi, thích nghi. Hạt các cây này phần lớn được phát tán nhờ các loài chim.
Một số loài măng tây cảnh như Asparagus plumosus, Asparagus aethiopicus, Asparagus setaceus và Asparagus virgatus có cành nhỏ và thường bị nhầm với dương xỉ.
Ở Quần đảo Macaronesia, một vài loài măng tây (tỉ như Asparagus umbellatus và Asparagus scoparius) mọc trong các rừng nguyệt quế và mang các đặc điểm ban đầu của những loài cây leo có lá phiến. Trong các khu vực khô hơn, mang kiểu khí hậu Địa Trung Hải, các loài măng tây tiến hóa trong kỷ Đệ tứ và trở thành những loài cây mang nhiều gai, thích nghi với những giai đoạn khô hạn của khí hậu trong khu vực.
Nhiều loài măng tây, nhất là các loài đến từ châu Phi, trước đây được phân vào các chi Protasparagus và Myrsiphyllum. Tuy nhiên, một phần do việc phát hiện ra nhiều loài mới, các chi này được hợp nhất lại với chi Măng tây. Các loài thuộc chi Măng tây có hình dạng bên ngoài rất khác nhau, từ loài dây leo thân thảo tới những loài cây leo thân gỗ mang nhiều gai nhọn (vì thế mà các loài này mang biệt hiệu là "gai mèo" hay "wag 'n bietjie" (nghĩa là "chờ một chút"). Phần lớn các loài măng tây có cành dạng lá, tức những cành cây có hình dạng phẳng gần giống như lá và có chức năng quang hợp thay thế cho lá. Asparagus officinalis, Asparagus schoberioides, và Asparagus cochinchinensis là các loài đơn tính, tức có các cây đực (chỉ mang toàn hoa đực) và cây cái (chỉ mang toàn hoa cái) riêng biệt.

## Các loại sâu bệnh phổ biến làm hại chi Măng tây
- Bọ cánh cứng măng tây (Crioceris asparagi)
- Bọ cánh cứng măng tây đốm (Crioceris duodecimpunctata)
- Loài "sâu đội quân" hay "sâu bướm măng tây" Spodoptera exigua.
- Ruồi măng tây Platyparaea poeciloptera, một loài ruồi quả
- Các loại bệnh gây ra do hai loại nấm Fusarium monoliforme và Fusarium oxysporium asparagi.
- Bệnh gỉ sét măng tây do loài nấm Puccinia asparagi gây ra.
- Bệnh tàn rụi do loài nấm Botrytis cinerea gây ra.
- Măng tây là nguồn thức ăn của ấu trùng (sâu) của một số loài bướm, ngài (bộ Cánh vảy), tỉ như Coleophora lineapulvella, ngài ma, ngài nhục đậu khấu, Idaea biselata và ngài Turnip

## Một số loài xâm hại thuộc chi Măng tây
A. asparagoides, còn gọi là dây leo cô dâu, là một loài xâm hại gây nhiều phiền phức ở miền Nam Úc.
A. asparagoides, A. aethiopicus (còn gọi là A. densiflorus) và A. scandens được liệt vào danh sách những loài cỏ gây hại trong Hiệp định về các loài cỏ gây hại quốc gia tại New Zealand vì chúng là những loài xâm hại tại quốc gia này.